# Ampelopsis japonica
Ampelopsis japonica là một loài thực vật hai lá mầm trong họ Nho. Loài này được (Thunb.) Makino miêu tả khoa học đầu tiên năm 1903.